# Rated X
Rated X is een film uit 2000 van regisseur Emilio Estevez. De hoofdrollen worden vertolkt door Charlie Sheen en Emilio Estevez. De film is gebaseerd op de gelijknamige roman van David McCumber, dat het waargebeurde verhaal vertelt van de broers Mitchell.

## Verhaal
Artie en Jim Mitchell zijn twee broers. Wanneer Jim het in San Francisco als regisseur probeert te maken, ontdekt hij dat pornofilms veel geld opbrengen. Hij begint dan ook met enkele vrienden zijn eigen productiebedrijf. Later voegt ook Artie zich toe bij Jim en de rest van de filmcrew. De "Mitchell Brothers" worden meermaals voor de rechtbank gesleurd, maar niets kan hen tegenhouden. Het succes van hun film Behind the Green Door levert hun veel geld en roem op.
Maar dan beginnen de twee broers te experimenteren met drugs. Drank, marihuana en cocaïne worden dagelijks gebruikt. Hun filmbedrijf wordt dan een stripclub en het geld blijft nog steeds binnenstromen. Dan beseft Jim dat hij moet afkicken. Hij wil zonder hulp afkicken en aan zijn broer bewijzen dat het mogelijk is om de drugs achterwege te laten. Jim slaagt in zijn opzet en keert na een afwezigheid van maanden terug naar de stripclub, maar hij merkt dat Artie ondertussen onhandelbaar geworden is.
Wanneer de agressieve en oncontroleerbare houding van Artie hun steeds vaker problemen begint op te leveren, besluit Jim in te grijpen. Hij neemt een wapen en stormt 's nachts het huis binnen van zijn broer. Wanneer die vervolgens naar beneden wandelt, wordt hij doodgeschoten. Artie sterft en Jim verdwijnt in de gevangenis. Het is het einde van de ooit onafscheidbare Mitchell Brothers.

## Cast
| Acteur         | Personage        |
| -------------- | ---------------- |
| Charlie Sheen  | Artie Mitchell   |
| Emilio Estevez | Jim Mitchell     |
| Terry O'Quinn  | J.R. Mitchell    |
| Geoffrey Blake | Michael Kennedy  |
| Rafer Weigel   | Lionel           |
| Nicole de Boer | Karen Mitchell   |
| Tracy Hutson   | Marilyn Chambers |